# Raimeda
Raimeda ist ein osttimoresischer Ort im Suco Guiço (Verwaltungsamt Loes, Gemeinde Liquiçá). Das Dorf liegt im Süden der Aldeia Mau-Uno, in einer Meereshöhe von 51 m. Die Häuser gruppieren sich um eine Überlandstraße und einer Abzweigung nach Norden. Westlich befindet sich das Dorf Irlelo, östlich das Dorf Caicassavou. In Raimeda befindet sich der Sitz der Aldeia Manu-Uno.